# Egletes
Egletes là một chi thực vật có hoa trong họ Cúc (Asteraceae).

## Loài
Chi Egletes gồm các loài: